# Феназепам
Феназепа́м (действующее вещество — бромдигидрохлорфенилбензодиазепин) — лекарственное средство группы бензодиазепинов, обладающее транквилизирующим (анксиолитическим), противосудорожным, снотворным, миорелаксантным (мышцерасслабляющим) и седативным действием. Белый или белый с кремоватым оттенком кристаллический порошок, практически нерастворим в воде, малорастворим в спирте, эфире, хлороформе, растворим в толуоле, бензоле, диоксане, диметилформамиде.

## История создания препарата
Феназепам — первый созданный в СССР бензодиазепиновый транквилизатор.
В начале 1970-х годов группа учёных под руководством В. В. Закусова получила государственный заказ на создание транквилизатора. Молекула была синтезирована в Одесском физико-химическом институте АН УССР (С. А. Андронати и А. В. Богатским). С разработкой феназепама связаны имена многих других крупных учёных — С. Б. Середенина и Т. А. Ворониной (фармакологический скрининг, отбор и изучение), Г. Я. Авруцкого и Ю. А. Александровского (клиническая эффективность и безопасность).
За его получение (1974), внедрение (1978) и создание научной основы новой отрасли военной медицины (военная психофармакология) группе советских учёных — Г. Я. Авруцкому, Ю. А. Александровскому, С. А. Андронати, А. В. Богатскому, Ю. И. Вихляеву, Т. А. Ворониной, В. В. Закусову, А. Л. Зюбану, Б. В. Овчинникову, С. Б. Середенину, Л. И. Спиваку, Г. В. Чучкину — присуждена Государственная премия СССР (1980).

## Получение
Схема синтеза по методу С. А. Андронати, А. В. Богатского и Вихляева Ю. И., разработанная в Физико-химическом институте АН УССР:
Сначала получают 2-(о-хлорбензоиламино)-5-бром-2-хлорбензофенон ацилированием п-броманилина хлорангидридом о-хлорбензойной кислоты в присутствии катализатора — хлорида цинка. 2-(о-хлорбензоиламино)-5-бром-2-хлорбензофенон гидролизуют водной серной кислотой до получения 2-амино-5-бром-2-хлорбензофона. 2-амино-5-бром-2-хлорбензофон ацилируется гидрохлоридом хлорангидрида аминоуксусной кислоты в хлороформе. Затем образуется 2-(аминометилкаброниламино)-5-бром-2-хлорбензофенона гидрохлорид, который водным аммиаком переводится в основание, а затем термически циклизуется в бромдигидрохлорфенилбензодиазепин.
Гидрохлорид хлорангидрида аминоуксусной кислоты получают обработкой аминоуксусной кислоты хлоридом фосфора(V) в хлороформе.

## Общая информация
Феназепам является высокоактивным транквилизатором. По силе транквилизирующего и анксиолитического (противотревожного) действия превосходит другие бензодиазепиновые и абензодиазепиновые транквилизаторы; оказывает также выраженное противосудорожное, миорелаксантное (мышечно-расслабляющее) и снотворное действие. Превосходит диазепам по противотревожному и снотворному действию. По силе снотворного действия близок к нитразепаму. При применении вместе со снотворными и опиоидными наркотическими средствами происходит взаимное усиление угнетающего влияния на ЦНС.

## Фармакокинетика
На стадии доклинического исследования в экспериментах на животных Головенко Н. Я. и сотрудниками Одесского государственного университета имени И. И. Мечникова были детально изучены параметры ADME (всасывание, распределение, метаболизм и экскреция) активного фармацевтического ингредиента феназепама. Полученные результаты были включены в досье препарата, представленного в Регуляторный орган. Пиковая концентрация препарата в плазме крови достигается через 1-2 часа после перорального приёма. Период полувыведения составляет от 6 до 18 часов.

## Показания
Феназепам назначают:
- при различных невротических, неврозоподобных, психопатических и психопатоподобных состояниях, сопровождающихся тревогой, страхом, повышенной раздражительностью, эмоциональной лабильностью[1].
- при навязчивости, фобии, ипохондрических синдромах, включая ипохондрическо-сенестопатический (в том числе резистентных к действию других транквилизаторов); при фобиях и навязчивостях особенно эффективны в сочетании с перфеназином (этаперазином) и трифлуоперазином (трифтазином)[8],
- при психогенных психозах, панических реакциях и др., так как снимает состояние тревоги и страха[1],
- для купирования (снятия) алкогольной абстиненции[1] и алкогольного делирия (состояния, возникающего в результате внезапного прекращения приёма алкоголя, возникающего на II—III стадии алкоголизма)[9],
- как противосудорожное средство (в основном при локальных, малых, абортивных припадках)[8], также для лечения больных височной эпилепсией и миоклонической эпилепсией[10],
- как снотворное средство,
- для премедикации при подготовке к хирургическим операциям[11],
- для профилактики эмоционального напряжения и состояний страха[10],
- для лечения гиперкинезов и нервных тиков[10],
- при ригидности мышц[10],
- при вегетативных дисфункциях и вегетативной лабильности[10].
- уменьшает аффективную напряженность при бредовых расстройствах.

В комбинациях:
- при тяжёлом психомоторном возбуждении у маниакальных или психотических больных (в сочетании с нейролептиками и солями лития)[12]:724.

## Механизм действия
Увеличивает ингибирующее действие гамма-аминомасляной кислоты (ГАМК) на передачу нервных импульсов. Стимулирует БД-рецепторы (в аллостерическом центре и др.).
Тормозит полисинаптичесеские спинальные рефлексы, снижает возбудимость подкорковых структур головного мозга (таламуса, гипоталамуса и лимбической системы).
Противотревожное действие обусловлено влиянием на миндалевидный комплекс лимбической системы. Данное воздействие уменьшает тревогу, страх, беспокойство и эмоциональное напряжение.
Седативный эффект связан с влиянием на неспецифические ядра таламуса и ретикулярную формацию ствола головного мозга. В частности, данный эффект также уменьшает симптоматику невротического происхождения, страх и тревогу.
Снотворное действие связано с угнетением клеток ретикулярной формации ствола головного мозга. Феназепам уменьшает воздействие вегетативных, эмоциональных, моторных (двигательных) раздражителей, которые могут нарушать механизм засыпания, и помогает быстрее заснуть.
Противосудорожное действие возникает благодаря усилению пресинаптического торможения. Возбуждённое состояние очага (возбуждённых нервной структуры или группы нейронов) не устраняет, но подавляется распространение судорожного импульса.
Центральное миорелаксирующее действие возникает из-за торможения как моносинаптических (в малой степени), так и полисинаптических спинальных афферентных тормозящих путей. Вероятно, также вызывается прямое торможение функции мышц и двигательных нервов.

## Противопоказания
Гиперчувствительность (в том числе к другим бензодиазепинам), кома, шок, миастения, закрытоугольная глаукома (острый приступ или предрасположенность), острые отравления алкоголем (с ослаблением жизненно важных функций), наркотическими анальгетиками и снотворными лекарственными средствами, тяжёлая хроническая обструктивная болезнь лёгких (возможно усиление дыхательной недостаточности), острая дыхательная недостаточность, тяжёлая депрессия (могут проявляться суицидальные наклонности); беременность (особенно I триместр), период лактации, возраст до 18 лет (безопасность и эффективность не определены).
C осторожностью. Печеночная и/или почечная недостаточность, церебральные и спинальные атаксии, лекарственная зависимость в анамнезе, склонность к злоупотреблению психоактивными веществами, гиперкинезы, органические заболевания головного мозга, психоз (возможны парадоксальные реакции), гипопротеинемия, ночное апноэ (установленное или предполагаемое), пожилой возраст.

## Побочные действия
Со стороны центральной нервной системы и периферической нервной системы: в начале лечения (особенно у пожилых больных) — сонливость, чувство усталости, головокружение, снижение способности к концентрации внимания, атаксия, дезориентация, неустойчивость походки, замедление психических и двигательных реакций, спутанность сознания; редко — головная боль, эйфория, депрессия, тремор, снижение памяти, нарушения координации движений (особенно при высоких дозах), подавленность настроения, дистонические экстрапирамидные реакции (неконтролируемые движения, в том числе глаз), астения, миастения, дизартрия, эпилептические припадки (у больных эпилепсией); крайне редко — парадоксальные реакции (агрессивные вспышки, психомоторное возбуждение, страх, суицидальная наклонность, мышечный спазм, галлюцинации, возбуждение, раздражительность, тревожность, бессонница).
Со стороны органов кроветворения: лейкопения, нейтропения, агранулоцитоз (озноб, гипертермия, боль в горле, чрезмерная утомляемость или слабость), анемия, тромбоцитопения.
Со стороны пищеварительной системы: сухость во рту или слюнотечение, изжога, тошнота, рвота, снижение аппетита, запоры или диарея; нарушения функции печени, повышение активности «печёночных» трансаминаз и ЩФ, желтуха. 

Со стороны мочеполовой системы: недержание мочи, задержка мочи, нарушение функции почек, снижение или повышение либидо, дисменорея, приапизм.
Аллергические реакции: кожная сыпь, зуд.
Влияние на плод: тератогенность (особенно I триместр), угнетение ЦНС, нарушение дыхания и подавление сосательного рефлекса у новорожденных, матери которых применяли препарат. 

Местные реакции: флебит или венозный тромбоз (краснота, припухлость или боль в месте введения).
Прочие: привыкание, лекарственная зависимость; снижение АД; редко — нарушение зрения (диплопия), снижение массы тела, тахикардия.
При резком снижении дозы или прекращении приема — синдром «отмены» (раздражительность, нервозность, нарушения сна, дисфория, спазм гладких мышц внутренних органов и скелетной мускулатуры, деперсонализация, усиление потоотделения, депрессия, тошнота, рвота, тремор, расстройства восприятия, в том числе гиперакузия, парестезии, светобоязнь; тахикардия, судороги, редко — острый психоз).

### Коррекция побочных эффектов
В качестве корректора, который уменьшает или снимает побочные действия феназепама, эффективен мезокарб (сиднокарб), а также специфический антагонист бензодиазепиновых рецепторов флумазенил.

## Передозировка
Симптомы: выраженная сонливость, длительная спутанность сознания, снижение рефлексов, длительная дизартрия, нистагм, тремор, брадикардия, одышка или затрудненное дыхание, снижение АД, кома. В тяжёлых случаях возможна смерть.
Лечение: промывание желудка, прием активированного угля. Симптоматическая терапия (поддержание дыхания и АД), введение флумазенила (в условиях стационара). Гемодиализ малоэффективен.

## Применение, дозировки
Назначают феназепам внутрь в виде таблеток. В амбулаторных условиях назначают взрослым по 0,00025—0,0005 г (0,25—0,5 мг) 2—3 раза в день. В условиях стационара суточная доза может быть увеличена до 0,003—0,005 г (3—5 мг); при лечении эпилепсии суточная доза составляет от 0,002 до 0,01 г (2—10 мг).
Для купирования алкогольной абстиненции назначают по 0,0025—0,005 г (2,5—5 мг) в день. При расстройствах сна принимают по 0,00025—0,001 г (0,25—1 мг) за 20—30 мин до сна. Иногда дозу увеличивают до 0,0025 г (2,5 мг). Максимальная суточная доза не должна превышать 0,01 г.
При лечении деперсонализации феназепам назначают в больших (4—8 мг) и очень больших (до 20 мг) суточных дозах, что объясняется тем, что больные деперсонализацией резистентны не только к терапевтическому действию бензодиазепинов, но и к их побочным эффектам
Для лечения лёгкой тревоги при длительной терапии — 0,5—3 мг в сутки, при выраженной тревоге (максимальные дозы) — 3—10 мг:726.

## Отравления
Отмечаются угнетение сердечной, дыхательной деятельности, а также угнетение сознания, неконтролируемые движения, выраженная спутанность сознания. Также возможен смертельный исход.

## Взаимодействия
Усиливает эффекты алкоголя, антипсихотических средств, антидепрессантов, анальгетиков, снотворных и седативных препаратов:619. Особенно опасно сочетание феназепама с алкоголем. Помимо того, что сочетание феназепама и ряда других транквилизаторов с алкоголем вызывает усиление седативного и снотворного эффектов, это сочетание может вызывать патологическое опьянение, угнетение дыхания, кому, остановку дыхания, смерть. Не следует сочетать феназепам с барбитуратами и ингибиторами МАО. Совместное применение феназепама и ингибиторов МАО может привести к токсическому воздействию на ЦНС:619.

## Хранение
Феназепам следует хранить в сухом, прохладном, защищённом от света и недоступном для детей месте.

## Правовой статус

### В России

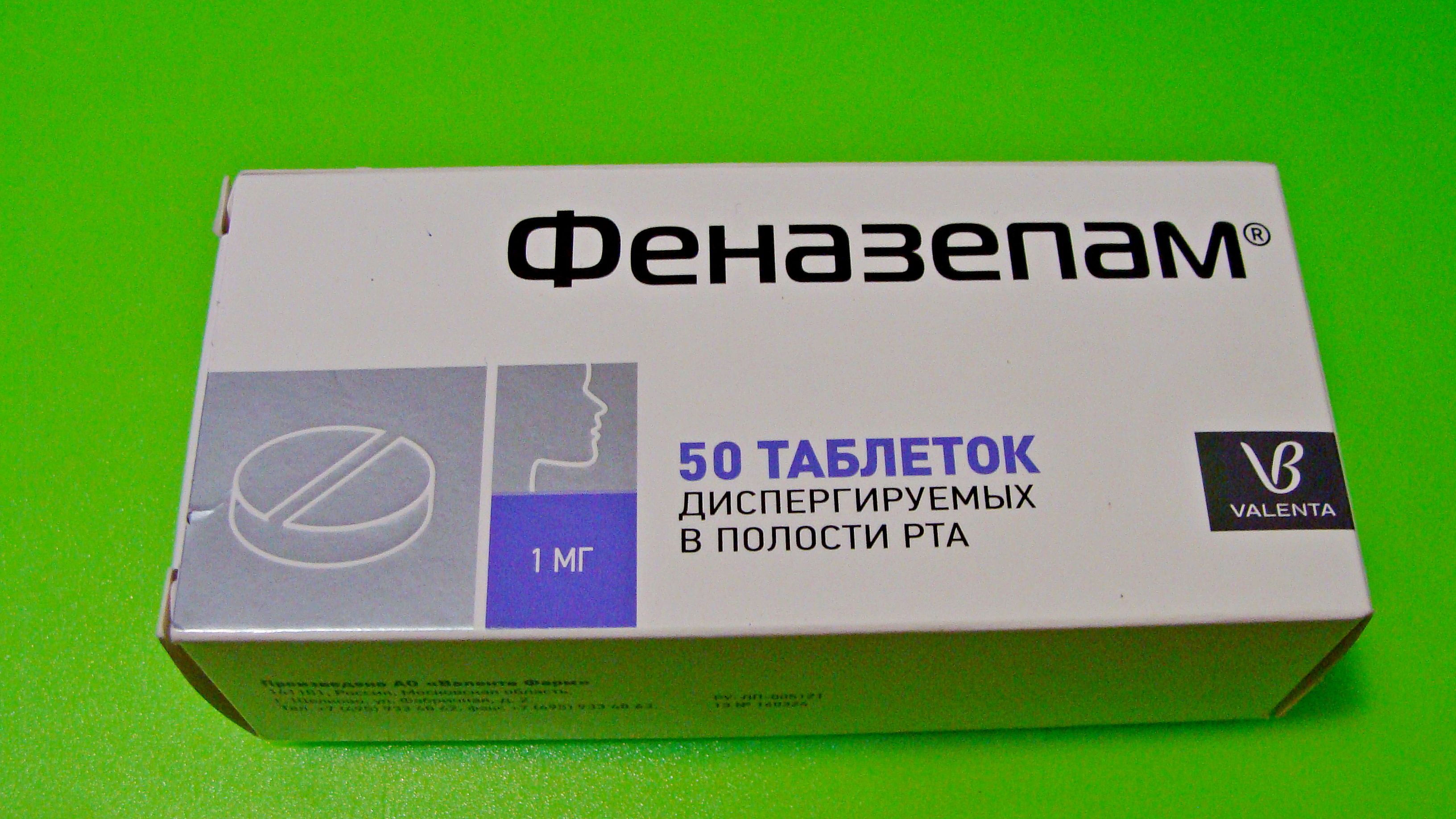
Феназепам

В России феназепам не входит в «Перечень наркотических средств, психотропных веществ и их прекурсоров, подлежащих контролю в Российской Федерации» (в отличие от некоторых других бензодиазепинов, находящихся в Списке III: алпразолама, диазепама, клоназепама, лоразепама). Однако с 22.03.2021 бромдигидрохлорфенилбензодиазепин включён в «Раздел II номенклатуры сильнодействующих и ядовитых веществ, не являющихся прекурсорами наркотических средств и психотропных веществ», а также в «Список сильнодействующих веществ для целей статьи 234 и других статей Уголовного кодекса Российской Федерации». Крупный размер сильнодействующих веществ для целей статьи 234 УК РФ установлен в размере 300 грамм. В связи с этим феназепам подлежит предметно-количественному учёту. Это подразумевает отпуск препарата по рецепту, выписанному на рецептурном бланке формы 148-1/у-88 (рецепт действителен в течение 15 дней с момента выписки врачом). Также производители и аптеки обязаны вести журналы по отпуску вещества.

### В других странах
На территории Украины, в соответствии с постановлением Кабинета Министров Украины от 6 мая 2000 года № 770 феназепам относится к Списку II перечня наркотических средств, психотропных веществ и прекурсоров, оборот которых на территории Украины ограничен и в отношении которых допускаются исключения некоторых мер контроля.
В США феназепам не одобрен Управлением по санитарному надзору за качеством пищевых продуктов и медикаментов (Food and Drug Administration), поэтому он запрещён к продаже в качестве лекарственного средства, но он также не включён в список контролируемых веществ.
В Германии феназепам находится в Списке III (нем. Anlage III), торговля и хранение этого препарата без рецепта считается незаконным. Препарат может выписываться врачами, но требуется специальный рецептурный бланк.

### Решения ООН и ВОЗ
18 марта 2016 года внесён комиссией ООН по наркотическим средствам в список веществ, подлежащих особому контролю. Комитет ВОЗ рекомендовал добавление феназепама в Список IV конвенции о психотропных веществах 1971 года наряду с большинством остальных бензодиазепиновых транквилизаторов.

### Ввоз на таможенную территорию
Феназепам указан в приложении к Решению коллегии Евразийской экономической комиссии «О мерах нетарифного регулирования» в списке раздела «Наркотические средства, психотропные вещества и их прекурсоры» в перечне товаров, в отношении которых установлен разрешительный порядок ввоза на таможенную территорию Евразийского экономического союза и/или вывоза с таможенной территории Евразийского экономического союза. Это означает, что препарат обязательно подлежит таможенному декларированию, недекларирование феназепама на таможне — административное правонарушение, предусмотренное статьёй 16.2 ч. 1 КоАП РФ.